# Convocazioni per la Coppa d'Asia 2019
Elenco dei giocatori convocati da ciascuna nazionale partecipante alla Coppa d'Asia 2019.
L'età dei giocatori riportata è relativa al 5 gennaio 2019, data di inizio della manifestazione, il numero di presenze include tutte le gare precedenti l'inizio del torneo.
La (c) a fianco al nome del giocatore indica il capitano della nazionale.

## Gruppo A

### Emirati Arabi Uniti
Allenatore:   Alberto Zaccheroni
| N. | Pos. | Giocatore            | Data nascita (età)          | Pres. | Reti | Squadra      |
| -- | ---- | -------------------- | --------------------------- | ----- | ---- | ------------ |
| 1  | P    | Ali Khasif           | 9 giugno 1987 (31 anni)     | 52    | 0    | Al-Jazira    |
| 2  | C    | Ali Salmeen          | 4 febbraio 1995 (23 anni)   | 15    | 1    | Al-Wasl      |
| 3  | D    | Walid Abbas          | 11 giugno 1985 (33 anni)    | 78    | 5    | Al-Ahli      |
| 4  | D    | Khalifa Mubarak      | 30 ottobre 1993 (25 anni)   | 11    | 0    | Al-Nasr      |
| 5  | C    | Amer Abdulrahman     | 3 luglio 1989 (29 anni)     | 73    | 2    | Al-Ain       |
| 6  | D    | Faris Jumaa          | 30 dicembre 1988 (30 anni)  | 45    | 2    | Al-Jazira    |
| 7  | A    | Ali Mabkhout         | 5 ottobre 1990 (28 anni)    | 73    | 46   | Al-Jazira    |
| 8  | C    | Majed Hassan         | 1º agosto 1992 (26 anni)    | 33    | 2    | Al-Ahli      |
| 9  | D    | Bandar Al-Ahbabi     | 9 luglio 1990 (28 anni)     | 6     | 0    | Al-Ain       |
| 10 | A    | Ismail Matar         | 7 aprile 1983 (35 anni)     | 123   | 42   | Al-Wahda (c) |
| 11 | A    | Ahmed Khalil         | 8 giugno 1991 (27 anni)     | 99    | 46   | Al-Ahli      |
| 12 | D    | Khalifa Al Hammadi   | 7 novembre 1998 (20 anni)   | 0     | 0    | Al-Jazira    |
| 13 | C    | Khamis Esmaeel       | 16 agosto 1989 (29 anni)    | 70    | 0    | Al-Wasl      |
| 14 | A    | Mohammed Khalvan     | 29 dicembre 1992 (26 anni)  | 0     | 0    | Al-Fujairah  |
| 15 | C    | Ismail Al Hammadi    | 1º luglio 1988 (30 anni)    | 96    | 13   | Al-Ahli      |
| 16 | C    | Mohammed Abdulrahman | 4 febbraio 1989 (29 anni)   | 29    | 1    | Al-Ain       |
| 17 | P    | Khalid Eisa          | 15 settembre 1989 (29 anni) | 39    | 0    | Al-Ain       |
| 18 | D    | Al Hassan Saleh      | 25 giugno 1991 (27 anni)    | 3     | 1    | Al-Sharjah   |
| 19 | D    | Ismail Ahmed         | 7 luglio 1983 (35 anni)     | 34    | 2    | Al-Ain       |
| 20 | C    | Saif Rashid          | 25 novembre 1994 (24 anni)  | 3     | 1    | Al-Sharjah   |
| 21 | C    | Khalfan Mubarak      | 9 maggio 1995 (23 anni)     | 5     | 0    | Al-Jazira    |
| 22 | P    | Mohamed Al Shamsi    | 4 gennaio 1997 (22 anni)    | 0     | 0    | Al-Wahda     |
| 23 | D    | Mohamed Ahmed        | 16 aprile 1989 (29 anni)    | 62    | 0    | Al-Ain       |

### Thailandia
Allenatore:  Milovan Rajevac, poi  Sirisak Yodyardthai
| N. | Pos. | Giocatore               | Data nascita (età)          | Pres. | Reti | Squadra               |
| -- | ---- | ----------------------- | --------------------------- | ----- | ---- | --------------------- |
| 1  | P    | Chatchai Budprom        | 4 febbraio 1987 (31 anni)   | 7     | 0    | Bankok Glass          |
| 2  | C    | Sasalak Haiprakhon      | 8 gennaio 1995 (23 anni)    | 4     | 0    | Buriram United        |
| 3  | D    | Theerathon Bunmathan    | 6 febbraio 1990 (28 anni)   | 52    | 5    | Muangthong United     |
| 4  | D    | Chalermpong Kerdkaew    | 7 ottobre 1986 (32 anni)    | 16    | 0    | Nakhon Ratchasima     |
| 5  | D    | Adisorn Promrak         | 21 ottobre 1993 (25 anni)   | 27    | 0    | Muangthong United     |
| 6  | D    | Pansa Hemviboon         | 8 luglio 1990 (28 anni)     | 15    | 4    | Buriram United        |
| 7  | C    | Sumanya Purisai         | 5 dicembre 1986 (32 anni)   | 18    | 0    | Bangkok United        |
| 8  | C    | Thitipan Puangchan      | 1º settembre 1993 (25 anni) | 24    | 5    | Bankok Glass          |
| 9  | A    | Adisak Kraisorn         | 1º febbraio 1991 (27 anni)  | 33    | 16   | Muangthong United     |
| 10 | A    | Teerasil Dangda         | 6 giugno 1988 (30 anni)     | 95    | 42   | Muangthong United (c) |
| 11 | D    | Korrakot Wiriyaudomsiri | 19 gennaio 1988 (30 anni)   | 10    | 1    | Buriram United        |
| 12 | A    | Chananan Pombuppha      | 17 marzo 1992 (26 anni)     | 7     | 0    | Suphanburi            |
| 13 | P    | Saranon Anuin           | 24 marzo 1994 (24 anni)     | 0     | 0    | Chiangrai United      |
| 14 | C    | Sanrawat Dechmitr       | 3 agosto 1989 (29 anni)     | 27    | 0    | Bangkok United        |
| 15 | D    | Suphan Thongsong        | 26 agosto 1994 (24 anni)    | 2     | 0    | Suphanburi            |
| 16 | D    | Mika Chunuonsee         | 26 marzo 1989 (29 anni)     | 4     | 0    | Bangkok United        |
| 17 | C    | Tanaboon Kesarat        | 21 settembre 1993 (25 anni) | 40    | 1    | Bankok Glass          |
| 18 | C    | Chanathip Songkrasin    | 5 ottobre 1993 (25 anni)    | 46    | 5    | Consadole Sapporo     |
| 19 | D    | Tristan Do              | 31 gennaio 1993 (25 anni)   | 24    | 0    | Bangkok United        |
| 20 | A    | Siroch Chatthong        | 8 dicembre 1992 (26 anni)   | 24    | 3    | PT Prachuap           |
| 21 | C    | Pokklaw Anan            | 4 marzo 1991 (27 anni)      | 40    | 6    | Bangkok United        |
| 22 | A    | Supachai Jaided         | 1º dicembre 1998 (20 anni)  | 8     | 3    | Buriram United        |
| 23 | P    | Siwarak Tedsungnoen     | 20 aprile 1984 (34 anni)    | 13    | 0    | Buriram United        |

### India
Allenatore:  Stephen Constantine
| N. | Pos. | Giocatore             | Data nascita (età)          | Pres. | Reti | Squadra          |
| -- | ---- | --------------------- | --------------------------- | ----- | ---- | ---------------- |
| 1  | P    | Gurpreet Singh Sandhu | 3 febbraio 1992 (26 anni)   | 26    | 0    | Bengaluru        |
| 2  | D    | Salam Ranjan Singh    | 4 dicembre 1995 (23 anni)   | 10    | 0    | East Bengal      |
| 3  | D    | Subashish Bose        | 18 agosto 1995 (23 anni)    | 9     | 0    | Mumbai City      |
| 4  | D    | Sarthak Golui         | 3 novembre 1997 (21 anni)   | 3     | 0    | Pune City        |
| 5  | D    | Sandesh Jhingan       | 21 luglio 1993 (25 anni)    | 27    | 4    | Kerala Blasters  |
| 6  | C    | Germanpreet Singh     | 24 giugno 1996 (22 anni)    | 3     | 0    | Chennaiyin       |
| 7  | C    | Anirudh Thapa         | 15 gennaio 1998 (20 anni)   | 10    | 0    | Chennaiyin       |
| 8  | C    | Vinit Rai             | 10 novembre 1997 (21 anni)  | 6     | 0    | Delhi Dynamos    |
| 9  | A    | Sumeet Passi          | 12 settembre 1994 (24 anni) | 6     | 1    | Jamshedpur       |
| 10 | A    | Balwant Singh         | 15 dicembre 1986 (32 anni)  | 9     | 3    | ATK              |
| 11 | A    | Sunil Chhetri         | 3 agosto 1984 (34 anni)     | 103   | 65   | Bengaluru        |
| 12 | A    | Jeje Lalpekhlua       | 7 gennaio 1991 (27 anni)    | 52    | 22   | Chennaiyin       |
| 13 | C    | Ashique Kuruniyan     | 14 giugno 1997 (21 anni)    | 8     | 1    | Pune City        |
| 14 | C    | Pronay Halder         | 25 febbraio 1993 (25 anni)  | 11    | 1    | ATK              |
| 15 | C    | Udanta Singh          | 14 giugno 1996 (22 anni)    | 13    | 1    | Bengaluru        |
| 16 | P    | Vishal Kaith          | 22 luglio 1996 (22 anni)    | 4     | 0    | Pune City        |
| 17 | C    | Rowllin Borges        | 5 giugno 1992 (26 anni)     | 25    | 1    | NorthEast United |
| 18 | C    | Jackichand Singh      | 17 marzo 1992 (26 anni)     | 16    | 3    | Goa              |
| 19 | C    | Holicharan Narzary    | 10 maggio 1994 (24 anni)    | 21    | 1    | Kerala Blasters  |
| 20 | D    | Pritam Kotal          | 8 settembre 1993 (25 anni)  | 28    | 0    | Delhi Dynamos    |
| 21 | D    | Narayan Das           | 25 settembre 1993 (25 anni) | 28    | 1    | Delhi Dynamos    |
| 22 | D    | Anas Edathodika       | 15 febbraio 1987 (31 anni)  | 10    | 0    | Kerala Blasters  |
| 23 | P    | Amrinder Singh        | 27 maggio 1993 (25 anni)    | 2     | 0    | Mumbai City      |

### Bahrein
Allenatore:  Miroslav Soukup
| N. | Pos. | Giocatore           | Data nascita (età)          | Pres. | Reti | Squadra         |
| -- | ---- | ------------------- | --------------------------- | ----- | ---- | --------------- |
| 1  | P    | Sayed Shubbar Alawi | 11 agosto 1985 (33 anni)    | 8     | 0    | Al-Najma        |
| 2  | D    | Sayed Baqer         | 14 aprile 1994 (24 anni)    | 5     | 0    | Al-Nasr         |
| 3  | D    | Waleed Al Hayam     | 3 febbraio 1991 (27 anni)   | 46    | 0    | Al-Muharraq     |
| 4  | C    | Sayed Dhiya Saeed   | 17 luglio 1992 (26 anni)    | 66    | 5    | Al-Nasr         |
| 5  | D    | Hamad Al-Shamsan    | 29 settembre 1997 (21 anni) | 0     | 0    | Al-Riffa        |
| 6  | D    | Ahmed Merza         | 24 febbraio 1991 (27 anni)  | 0     | 0    | Al-Hidd         |
| 7  | C    | Abdulwahab Al-Safi  | 4 giugno 1984 (34 anni)     | 82    | 1    | Al-Muharraq (c) |
| 8  | C    | Mohamed Marhoon     | 12 febbraio 1998 (20 anni)  | 0     | 0    | Al-Riffa        |
| 9  | A    | Mahdi Al-Humaidan   | 19 maggio 1993 (25 anni)    | 0     | 0    | Al-Ahli         |
| 10 | A    | Abdulla Yusuf Helal | 12 giugno 1993 (25 anni)    | 37    | 3    | Bohemians       |
| 11 | C    | Ali Madan           | 30 novembre 1995 (23 anni)  | 17    | 3    | Al-Najma        |
| 12 | D    | Ahmed Juma          | 8 ottobre 1992 (26 anni)    | 3     | 0    | Al-Muharraq     |
| 13 | A    | Mohamed Al Romaihi  | 9 settembre 1990 (28 anni)  | 8     | 2    | Manama Club     |
| 14 | C    | Ali Haram           | 11 dicembre 1988 (30 anni)  | 3     | 0    | Al-Riffa        |
| 15 | C    | Jasim Al-Shaikh     | 1º febbraio 1996 (22 anni)  | 1     | 0    | Al-Ahli         |
| 16 | D    | Sayed Redha Isa     | 7 agosto 1994 (24 anni)     | 13    | 0    | Al-Riffa        |
| 17 | D    | Ahmed Bughammar     | 30 dicembre 1997 (21 anni)  | 3     | 0    | Al-Hidd         |
| 18 | D    | Ahmed Abdulla       | 1º aprile 1987 (31 anni)    | 17    | 0    | Al-Najma        |
| 19 | C    | Komail Al Aswad     | 8 aprile 1994 (24 anni)     | 26    | 2    | Al-Riffa        |
| 20 | A    | Sami Al-Husaini     | 29 settembre 1989 (29 anni) | 53    | 7    | East Riffa      |
| 21 | P    | Yusuf Habib         | 9 gennaio 1998 (20 anni)    | 0     | 0    | Malkiya Club    |
| 22 | P    | Abdulkarim Fardan   | 25 aprile 1992 (26 anni)    | 0     | 0    | Al-Riffa        |
| 23 | C    | Jamal Rashid        | 7 novembre 1988 (30 anni)   | 30    | 4    | Al-Muharraq     |

## Gruppo B

### Australia
Allenatore: Graham Arnold
| N. | Pos. | Giocatore         | Data nascita (età)          | Pres. | Reti | Squadra                  |
| -- | ---- | ----------------- | --------------------------- | ----- | ---- | ------------------------ |
| 1  | P    | Mathew Ryan       | 8 aprile 1992 (26 anni)     | 50    | 0    | Brighton & Hove Albion   |
| 2  | D    | Miloš Degenek     | 28 aprile 1994 (24 anni)    | 20    | 1    | Stella Rossa             |
| 3  | D    | Alex Gersbach     | 8 maggio 1997 (21 anni)     | 6     | 0    | Rosenborg BK             |
| 4  | D    | Rhyan Grant       | 26 febbraio 1991 (27 anni)  | 2     | 0    | Sydney FC                |
| 5  | D    | Mark Milligan     | 4 agosto 1985 (33 anni)     | 74    | 6    | Hibernian (c)            |
| 6  | D    | Matthew Jurman    | 8 dicembre 1989 (29 anni)   | 6     | 0    | Al-Ittihad               |
| 7  | A    | Mathew Leckie     | 4 febbraio 1991 (27 anni)   | 59    | 9    | Hertha Berlino           |
| 8  | C    | Massimo Luongo    | 25 luglio 1992 (26 anni)    | 38    | 6    | QPR                      |
| 9  | A    | Jamie Maclaren    | 29 luglio 1993 (25 anni)    | 8     | 0    | Hibernian                |
| 10 | A    | Robbie Kruse      | 5 ottobre 1988 (30 anni)    | 70    | 5    | Bochum                   |
| 11 | A    | Andrew Nabbout    | 17 dicembre 1992 (26 anni)  | 8     | 2    | Urawa Red Diamonds       |
| 12 | P    | Mitchell Langerak | 22 agosto 1988 (30 anni)    | 8     | 0    | Nagoya Grampus           |
| 13 | C    | James Jeggo       | 12 febbraio 1992 (26 anni)  | 1     | 0    | Austria Vienna           |
| 14 | A    | Apostolos Giannou | 25 gennaio 1990 (28 anni)   | 6     | 1    | AEK Larnaca              |
| 15 | A    | Chris Ikonomidis  | 4 maggio 1995 (23 anni)     | 7     | 1    | Perth Glory              |
| 16 | D    | Aziz Behich       | 16 dicembre 1990 (28 anni)  | 30    | 2    | PSV                      |
| 17 | C    | Mustafa Amini     | 20 aprile 1993 (25 anni)    | 5     | 0    | AGF                      |
| 18 | P    | Danny Vukovic     | 27 marzo 1985 (33 anni)     | 3     | 0    | Genk                     |
| 19 | D    | Joshua Risdon     | 27 luglio 1992 (26 anni)    | 13    | 0    | Western Sydney Wanderers |
| 20 | D    | Trent Sainsbury   | 5 gennaio 1992 (27 anni)    | 42    | 3    | PSV                      |
| 21 | A    | Awer Mabil        | 15 settembre 1995 (23 anni) | 4     | 2    | Midtjylland              |
| 22 | C    | Jackson Irvine    | 7 marzo 1993 (25 anni)      | 25    | 3    | Hull City                |
| 23 | C    | Tom Rogić         | 16 dicembre 1992 (26 anni)  | 42    | 8    | Celtic                   |

### Siria
Allenatore:  Bernd Stange, poi  Fajr Ibrahim
| N. | Pos. | Giocatore             | Data nascita (età)         | Pres. | Reti | Squadra           |
| -- | ---- | --------------------- | -------------------------- | ----- | ---- | ----------------- |
| 1  | P    | Ibrahim Alma          | 18 ottobre 1991 (27 anni)  | 43    | 0    | Al-Wahda          |
| 2  | D    | Ahmad Al Salih        | 20 maggio 1989 (29 anni)   | 40    | 2    | Ahed              |
| 3  | D    | Moayad Ajan           | 1º gennaio 1993 (26 anni)  | 42    | 1    | Al-Jazira         |
| 4  | D    | Jehad Al Baour        | 27 giugno 1987 (31 anni)   | 21    | 0    | Al-Riffa          |
| 5  | D    | Omar Midani           | 26 gennaio 1994 (24 anni)  | 30    | 1    | Pyramids          |
| 6  | D    | Amro Jenyat           | 15 gennaio 1993 (25 anni)  | 17    | 0    | Al-Shabab         |
| 7  | C    | Omar Kharbin          | 15 gennaio 1994 (24 anni)  | 37    | 16   | Al-Hilal          |
| 8  | C    | Mahmoud Al-Mawas      | 1º gennaio 1993 (26 anni)  | 54    | 8    | Umm Salal SC      |
| 9  | A    | Omar Al Soma          | 23 marzo 1990 (28 anni)    | 17    | 7    | Al-Ahli (c)       |
| 10 | C    | Mohammed Osman        | 1º gennaio 1993 (26 anni)  | 6     | 0    | Heracles Almelo   |
| 11 | C    | Osama Omari           | 10 gennaio 1992 (26 anni)  | 29    | 5    | Qatar SC          |
| 12 | D    | Hussein Jwayed        | 1º gennaio 1993 (26 anni)  | 19    | 0    | Al-Zawra'a        |
| 13 | D    | Nadim Sabagh          | 4 agosto 1985 (33 anni)    | 43    | 4    | Tishreen          |
| 14 | C    | Tamer Haj Mohamad     | 3 aprile 1988 (30 anni)    | 25    | 1    | Ohod              |
| 15 | D    | Abdul Malek Al Anizan | 25 febbraio 1989 (29 anni) | 5     | 0    | Al-Jaish          |
| 16 | C    | Ahmed Ashkar          | 1º gennaio 1996 (23 anni)  | 9     | 0    | Al-Jaish          |
| 17 | C    | Youssef Kalfa         | 14 maggio 1993 (25 anni)   | 19    | 1    | Al-Hazem          |
| 18 | C    | Zaher Midani          | 13 aprile 1987 (31 anni)   | 52    | 2    | Al-Quwa Al-Jawiya |
| 19 | A    | Mardik Mardikian      | 14 marzo 1992 (26 anni)    | 26    | 3    | Al-Jazira         |
| 20 | C    | Khaled Mobayed        | 10 gennaio 1993 (25 anni)  | 29    | 2    | Al-Wahda          |
| 21 | C    | Fahd Youssef          | 15 maggio 1987 (31 anni)   | 22    | 0    | Al-Sailiya        |
| 22 | P    | Mahmoud Al-Youssef    | 20 gennaio 1988 (30 anni)  | 4     | 0    | Al-Jabalain       |
| 23 | P    | Ahmad Madania         | 1º gennaio 1990 (29 anni)  | 7     | 0    | Al-Jaish          |

### Palestina
Allenatore:  Noureddine Ould Ali
| N. | Pos. | Giocatore           | Data nascita (età)         | Pres. | Reti | Squadra             |
| -- | ---- | ------------------- | -------------------------- | ----- | ---- | ------------------- |
| 1  | P    | Toufic Ali          | 8 novembre 1990 (28 anni)  | 30    | 0    | Taraji Wadi Al-Nes  |
| 2  | D    | Daniel Mustafá      | 2 agosto 1984 (34 anni)    | 10    | 0    | Sarmiento de Leones |
| 3  | C    | Mohammed Bassim     | 3 luglio 1995 (23 anni)    | 11    | 1    | Shabab Al-Bireh     |
| 4  | D    | Mohammed Saleh      | 18 luglio 1993 (25 anni)   | 25    | 1    | Floriana FC         |
| 5  | D    | Tamer Salah         | 3 aprile 1986 (32 anni)    | 35    | 2    | Hilal Al-Quds       |
| 6  | C    | Shadi Shaban        | 4 marzo 1992 (26 anni)     | 30    | 0    | Ahli Al-Khaleel     |
| 7  | D    | Mus'ab Al-Batat     | 12 novembre 1993 (25 anni) | 45    | 4    | Ahli Al-Khaleel     |
| 8  | C    | Jonathan Cantillana | 26 maggio 1992 (26 anni)   | 29    | 10   | Hilal Al-Quds       |
| 9  | C    | Tamer Seyam         | 25 novembre 1992 (26 anni) | 34    | 11   | Hassania Agadir     |
| 10 | C    | Sameh Maraaba       | 19 marzo 1992 (26 anni)    | 40    | 15   | Ahli Al-Khaleel     |
| 11 | A    | Yashir Islame       | 6 febbraio 1991 (27 anni)  | 12    | 7    | Coquimbo Unido      |
| 12 | A    | Khaled Salem        | 17 novembre 1989 (29 anni) | 25    | 8    | Markaz Balata       |
| 13 | D    | Jaka Ihbeisheh      | 29 agosto 1986 (32 anni)   | 20    | 3    | NK Bravo            |
| 14 | D    | Abdullah Jaber      | 17 febbraio 1993 (25 anni) | 40    | 3    | Ahli Al-Khaleel     |
| 15 | D    | Abdelatif Bahdari   | 20 febbraio 1984 (34 anni) | 89    | 15   | Markaz Balata (c)   |
| 16 | P    | Amr Kaddura         | 1º luglio 1994 (24 anni)   | 0     | 0    | Landskrona BoIS     |
| 17 | C    | Pablo Tamburrini    | 30 gennaio 1990 (28 anni)  | 19    | 3    | Shabab Al-Bireh     |
| 18 | C    | Oday Dabbagh        | 3 dicembre 1998 (20 anni)  | 10    | 4    | Hilal Al-Quds       |
| 19 | A    | Mahmoud Wadi        | 19 dicembre 1994 (24 anni) | 5     | 0    | Al-Masry            |
| 20 | C    | Nazmi Albadawi      | 24 agosto 1991 (27 anni)   | 3     | 1    | FC Cincinnati       |
| 21 | D    | Alexis Norambuena   | 31 marzo 1984 (34 anni)    | 30    | 4    | Deportes Melipilla  |
| 22 | P    | Rami Hamadeh        | 24 marzo 1994 (24 anni)    | 16    | 0    | Hilal Al-Quds       |
| 23 | C    | Mohammed Darweesh   | 2 giugno 1991 (27 anni)    | 40    | 5    | Hilal Al-Quds       |

### Giordania
Allenatore:  Vital Borkelmans
| N. | Pos. | Giocatore           | Data nascita (età)          | Pres. | Reti | Squadra             |
| -- | ---- | ------------------- | --------------------------- | ----- | ---- | ------------------- |
| 1  | P    | Amer Shafi          | 14 febbraio 1982 (36 anni)  | 139   | 1    | Shabab Al-Ordon (c) |
| 2  | D    | Feras Shelbaieh     | 27 novembre 1993 (25 anni)  | 16    | 0    | Al-Jazira           |
| 3  | D    | Tareq Khattab       | 6 maggio 1992 (26 anni)     | 52    | 2    | Al-Salmiya          |
| 4  | C    | Baha' Abdel-Rahman  | 5 gennaio 1987 (32 anni)    | 120   | 3    | Al-Faisaly          |
| 5  | D    | Yazan Abu Arab      | 31 gennaio 1996 (22 anni)   | 15    | 0    | Al-Jazira           |
| 6  | C    | Saeed Murjan        | 10 febbraio 1990 (28 anni)  | 64    | 12   | Al-Wehdat           |
| 7  | C    | Yousef Al-Rawashdeh | 14 marzo 1990 (28 anni)     | 37    | 4    | Al-Faisaly          |
| 8  | C    | Obaida Al-Samarneh  | 17 febbraio 1992 (26 anni)  | 20    | 0    | Al-Wehdat           |
| 9  | A    | Baha' Faisal        | 30 maggio 1995 (23 anni)    | 20    | 6    | Al-Wehdat           |
| 10 | C    | Ahmed Samir         | 27 marzo 1991 (27 anni)     | 26    | 4    | Al-Jazira           |
| 11 | A    | Yaseen Al-Bakhit    | 29 gennaio 1988 (30 anni)   | 49    | 14   | Dibba Al-Fujairah   |
| 12 | P    | Ahmed Abdel-Sattar  | 6 luglio 1984 (34 anni)     | 9     | 0    | Al-Jazira           |
| 13 | C    | Khalil Bani Attiah  | 8 giugno 1991 (27 anni)     | 69    | 8    | Al-Faisaly          |
| 14 | A    | Ahmad Ersan         | 28 settembre 1995 (23 anni) | 3     | 0    | Al-Faisaly          |
| 15 | D    | Bara' Marei         | 13 aprile 1994 (24 anni)    | 6     | 0    | Al-Faisaly          |
| 16 | C    | Saleh Rateb         | 18 dicembre 1994 (24 anni)  | 12    | 0    | Al-Wehdat           |
| 17 | D    | Mohammad Al-Basha   | 5 febbraio 1988 (30 anni)   | 31    | 0    | Al-Wehdat           |
| 18 | A    | Musa Al-Taamari     | 10 giugno 1997 (21 anni)    | 14    | 11   | APOEL               |
| 19 | D    | Anas Bani Yaseen    | 29 novembre 1988 (30 anni)  | 110   | 8    | Al-Faisaly          |
| 20 | A    | Odai Khadr          | 20 marzo 1991 (27 anni)     | 5     | 0    | Dhofar              |
| 21 | D    | Salem Al-Ajalin     | 18 febbraio 1988 (30 anni)  | 8     | 0    | Al-Faisaly          |
| 22 | P    | Moataz Yaseen       | 3 novembre 1982 (36 anni)   | 26    | 0    | Al-Faisaly          |
| 23 | D    | Ihsan Haddad        | 5 febbraio 1994 (24 anni)   | 45    | 3    | Al-Faisaly          |

## Gruppo C

### Corea del Sud
Allenatore:  Paulo Bento
| N. | Pos. | Giocatore        | Data nascita (età)          | Pres. | Reti | Squadra                 |
| -- | ---- | ---------------- | --------------------------- | ----- | ---- | ----------------------- |
| 1  | P    | Kim Seung-Gyu    | 30 settembre 1990 (28 anni) | 36    | 0    | Vissel Kobe             |
| 2  | D    | Lee Yong         | 24 dicembre 1986 (32 anni)  | 37    | 0    | Jeonbuk Hyundai Motors  |
| 3  | D    | Kim Jin-Su       | 13 giugno 1992 (26 anni)    | 34    | 0    | Jeonbuk Hyundai Motors  |
| 4  | D    | Kim Min-Jae      | 15 novembre 1996 (22 anni)  | 11    | 0    | Jeonbuk Hyundai Motors  |
| 5  | C    | Jung Woo-Young   | 14 dicembre 1989 (29 anni)  | 37    | 2    | Al-Sadd                 |
| 6  | C    | Hwang In-Beom    | 20 settembre 1996 (22 anni) | 6     | 1    | Daejeon Citizen         |
| 7  | C    | Son Heung-Min    | 8 luglio 1992 (26 anni)     | 74    | 23   | Tottenham Hotspur (c)   |
| 8  | C    | Ju Se-Jong       | 30 ottobre 1990 (28 anni)   | 15    | 1    | Asan Mugunghwa          |
| 9  | A    | Ji Dong-Won      | 28 maggio 1991 (27 anni)    | 49    | 11   | FC Augsburg             |
| 10 | C    | Lee Jae-sung     | 10 agosto 1992 (26 anni)    | 40    | 7    | Holstein Kiel           |
| 11 | C    | Hwang Hee-Chan   | 26 gennaio 1996 (22 anni)   | 20    | 2    | Hamburger SV            |
| 12 | C    | Na Sang-Ho       | 12 agosto 1996 (22 anni)    | 2     | 0    | Gwangju FC              |
| 13 | C    | Koo Ja-Cheol     | 27 febbraio 1989 (29 anni)  | 71    | 19   | FC Augsburg             |
| 14 | D    | Hong Chul        | 17 settembre 1990 (28 anni) | 22    | 0    | Suwon Samsung Bluewings |
| 15 | D    | Jeong Seung-Hyun | 3 aprile 1994 (24 anni)     | 8     | 0    | Kashima Antlers         |
| 16 | C    | Ki Sung-Yueng    | 24 gennaio 1989 (29 anni)   | 108   | 10   | Newcastle United        |
| 17 | C    | Lee Chung-Yong   | 2 luglio 1988 (30 anni)     | 81    | 8    | VfL Bochum              |
| 18 | A    | Hwang Ui-Jo      | 28 agosto 1992 (26 anni)    | 17    | 4    | Gamba Osaka             |
| 19 | D    | Kim Young-Gwon   | 27 febbraio 1990 (28 anni)  | 62    | 3    | Guangzhou Evergrande    |
| 20 | D    | Kwon Kyung-Won   | 31 gennaio 1992 (26 anni)   | 6     | 1    | Tianjin Quanjian        |
| 21 | P    | Kim Jin-Hyeon    | 6 luglio 1987 (31 anni)     | 16    | 0    | Cerezo Osaka            |
| 22 | D    | Kim Moon-Hwan    | 1º agosto 1995 (23 anni)    | 3     | 0    | Busan IPark             |
| 23 | P    | Jo Hyeon-Woo     | 25 settembre 1991 (27 anni) | 11    | 0    | Daegu FC                |

### Cina
Allenatore:  Marcello Lippi
| N. | Pos. | Giocatore       | Data nascita (età)         | Pres. | Reti | Squadra                  |
| -- | ---- | --------------- | -------------------------- | ----- | ---- | ------------------------ |
| 1  | P    | Yan Junling     | 28 gennaio 1991 (27 anni)  | 17    | 0    | Shanghai SIPG            |
| 2  | D    | Liu Yiming      | 28 febbraio 1995 (23 anni) | 10    | 0    | Tianjin Quanjian         |
| 3  | D    | Yu Yang         | 6 agosto 1989 (29 anni)    | 14    | 0    | Beijing Guoan            |
| 4  | D    | Shi Ke          | 8 gennaio 1993 (25 anni)   | 4     | 0    | Shanghai SIPG            |
| 5  | D    | Zhang Linpeng   | 9 maggio 1989 (29 anni)    | 68    | 5    | Guangzhou Evergrande     |
| 6  | D    | Feng Xiaoting   | 22 ottobre 1985 (33 anni)  | 71    | 1    | Guangzhou Evergrande     |
| 7  | A    | Wu Lei          | 19 novembre 1991 (27 anni) | 59    | 13   | Shanghai SIPG            |
| 8  | C    | Zhao Xuri       | 3 dicembre 1985 (33 anni)  | 83    | 2    | Tianjin Quanjian         |
| 9  | A    | Xiao Zhi        | 28 maggio 1985 (33 anni)   | 15    | 2    | Guangzhou R&F            |
| 10 | C    | Zheng Zhi       | 20 agosto 1980 (38 anni)   | 104   | 15   | Guangzhou Evergrande (c) |
| 11 | C    | Hao Junmin      | 24 marzo 1987 (31 anni)    | 68    | 12   | Shandong Luneng          |
| 12 | P    | Zhang Lu        | 6 settembre 1987 (31 anni) | 0     | 0    | Tianjin Quanjian         |
| 13 | C    | Chi Zhongguo    | 26 ottobre 1989 (29 anni)  | 8     | 0    | Beijing Guoan            |
| 14 | A    | Wei Shihao      | 8 aprile 1995 (23 anni)    | 8     | 2    | Beijing Guoan            |
| 15 | C    | Wu Xi           | 19 febbraio 1989 (29 anni) | 55    | 4    | Jiangsu Suning           |
| 16 | C    | Jin Jingdao     | 18 novembre 1992 (26 anni) | 7     | 0    | Shandong Luneng          |
| 17 | D    | Zhang Chengdong | 9 febbraio 1989 (29 anni)  | 29    | 0    | Hebei China              |
| 18 | A    | Gao Lin         | 14 febbraio 1986 (32 anni) | 104   | 21   | Guangzhou Evergrande     |
| 19 | D    | Liu Yang        | 17 giugno 1995 (23 anni)   | 2     | 0    | Shandong Luneng          |
| 20 | C    | Yu Hanchao      | 25 febbraio 1987 (31 anni) | 57    | 9    | Guangzhou Evergrande     |
| 21 | C    | Piao Cheng      | 21 agosto 1989 (29 anni)   | 5     | 0    | Beijing Guoan            |
| 22 | A    | Yu Dabao        | 18 aprile 1988 (30 anni)   | 51    | 17   | Beijing Guoan            |
| 23 | P    | Wang Dalei      | 10 gennaio 1989 (29 anni)  | 26    | 0    | Shandong Luneng          |

### Kirghizistan
Allenatore:  Aleksandr Krestinin
| N. | Pos. | Giocatore             | Data nascita (età)          | Pres. | Reti | Squadra            |
| -- | ---- | --------------------- | --------------------------- | ----- | ---- | ------------------ |
| 1  | P    | Pavel Matiash         | 11 luglio 1987 (31 anni)    | 37    | 0    | Olmaliq P.F.K.     |
| 2  | D    | Valery Kichin         | 12 ottobre 1992 (26 anni)   | 25    | 1    | Enisej             |
| 3  | D    | Tamirlan Kozubaev     | 1º luglio 1994 (24 anni)    | 16    | 1    | Dordoi Bishkek     |
| 4  | D    | Mustafa Yusupov       | 1º luglio 1995 (23 anni)    | 6     | 0    | Dordoi Bishkek     |
| 5  | D    | Aizar Akmatov         | 24 agosto 1998 (20 anni)    | 4     | 0    | Alga Bishkek       |
| 6  | C    | Pavel Sidorenko       | 26 marzo 1987 (31 anni)     | 27    | 0    | Dordoi Bishkek     |
| 7  | C    | Tursunali Rustamov    | 31 gennaio 1990 (28 anni)   | 11    | 2    | Alga Bishkek       |
| 8  | C    | Aziz Sydykov          | 23 giugno 1992 (26 anni)    | 25    | 1    | Dordoi Bishkek     |
| 9  | C    | Edgar Bernhardt       | 30 marzo 1986 (32 anni)     | 27    | 1    | GKS Tychy          |
| 10 | A    | Mirlan Murzaev        | 29 marzo 1990 (28 anni)     | 35    | 8    | Somaspor Kulübü    |
| 11 | C    | Bekzhan Sagynbaev     | 11 settembre 1994 (24 anni) | 8     | 3    | Dordoi Bishkek     |
| 12 | C    | Odiljon Abdurakhmanov | 18 marzo 1996 (22 anni)     | 7     | 0    | FC Alay            |
| 13 | P    | Kutman Kadyrbekov     | 13 giugno 1997 (21 anni)    | 0     | 0    | Dordoi Bishkek     |
| 14 | A    | Ernist Batyrkanov     | 21 febbraio 1998 (20 anni)  | 5     | 0    | Dordoi Bishkek     |
| 15 | C    | Murolimzhon Akhmedov  | 5 gennaio 1992 (27 anni)    | 7     | 0    | Dordoi Bishkek     |
| 16 | P    | Valery Kashuba        | 14 settembre 1984 (34 anni) | 23    | 0    | Dordoi Bishkek     |
| 17 | D    | Daniel Tagoe          | 3 marzo 1986 (32 anni)      | 19    | 0    | Chittagong Abahani |
| 18 | C    | Kajrat Žyrgalbek uulu | 13 giugno 1993 (25 anni)    | 31    | 2    | Dordoi Bishkek     |
| 19 | A    | Vitalij Lux           | 27 febbraio 1989 (29 anni)  | 22    | 5    | SSV Ulm            |
| 20 | C    | Bakhtiyar Duyshobekov | 3 giugno 1995 (23 anni)     | 23    | 1    | Bashundhara Kings  |
| 21 | C    | Farhat Musabekov      | 3 gennaio 1994 (25 anni)    | 26    | 0    | Dordoi Bishkek     |
| 22 | C    | Anton Zemljanuchin    | 11 dicembre 1990 (28 anni)  | 26    | 12   | Ilbirs Bishkek     |
| 23 | C    | Akhlidin Israilov     | 16 settembre 1994 (24 anni) | 20    | 2    | PSIS Semarang      |

### Filippine
Allenatore:  Sven-Göran Eriksson
| N. | Pos. | Giocatore            | Data nascita (età)          | Pres. | Reti | Squadra           |
| -- | ---- | -------------------- | --------------------------- | ----- | ---- | ----------------- |
| 1  | P    | Nathanael Villanueva | 25 ottobre 1995 (23 anni)   | 0     | 0    | Kaya FC-Iloilo    |
| 2  | D    | Álvaro Silva         | 30 marzo 1984 (34 anni)     | 4     | 0    | Kedah             |
| 3  | D    | Carli de Murga       | 30 novembre 1988 (30 anni)  | 36    | 4    | Ceres–Negros      |
| 4  | C    | John-Patrick Strauß  | 28 gennaio 1996 (22 anni)   | 5     | 0    | Erzgebirge Aue    |
| 5  | C    | Mike Ott             | 2 marzo 1995 (23 anni)      | 17    | 2    | Ceres–Negros      |
| 6  | D    | Luke Woodland        | 21 luglio 1995 (23 anni)    | 14    | 0    | Suphanburi        |
| 7  | A    | Iain Ramsay          | 27 febbraio 1988 (30 anni)  | 30    | 7    | Sukhothai         |
| 8  | C    | Manuel Ott           | 6 maggio 1992 (26 anni)     | 47    | 4    | Ceres–Negros      |
| 9  | A    | Jovin Bedic          | 8 giugno 1990 (28 anni)     | 9     | 2    | Kaya FC-Iloilo    |
| 10 | A    | Phil Younghusband    | 4 agosto 1987 (31 anni)     | 105   | 52   | Davao Aguilas (c) |
| 11 | D    | Daisuke Sato         | 20 settembre 1994 (24 anni) | 41    | 3    | Sepsi OSK         |
| 12 | D    | Stephan Palla        | 15 maggio 1989 (29 anni)    | 10    | 0    | Buriram United    |
| 13 | D    | Adam Reed            | 8 maggio 1991 (27 anni)     | 7     | 0    | Davao Aguilas     |
| 14 | C    | Kevin Ingreso        | 10 febbraio 1993 (25 anni)  | 22    | 3    | Ceres–Negros      |
| 15 | P    | Michael Falkesgaard  | 9 aprile 1991 (27 anni)     | 6     | 0    | Bangkok United    |
| 16 | P    | Kevin Ray Hansen     | 29 settembre 1994 (24 anni) | 0     | 0    | Horsens           |
| 17 | C    | Stephan Schröck      | 21 agosto 1986 (32 anni)    | 33    | 4    | Ceres–Negros      |
| 18 | A    | Patrick Reichelt     | 15 giugno 1988 (30 anni)    | 53    | 9    | Ceres–Negros      |
| 19 | D    | Curt Dizon           | 4 febbraio 1994 (24 anni)   | 12    | 1    | Ceres–Negros      |
| 20 | A    | Javier Patiño        | 14 febbraio 1988 (30 anni)  | 14    | 6    | Buriram United    |
| 21 | C    | Miguel Tanton        | 5 luglio 1989 (29 anni)     | 1     | 0    | Ceres–Negros      |
| 22 | D    | Amani Aguinaldo      | 24 aprile 1995 (23 anni)    | 31    | 0    | Ceres–Negros      |
| 23 | A    | James Younghusband   | 4 settembre 1986 (32 anni)  | 100   | 12   | Davao Aguilas     |

## Gruppo D

### Iran
Allenatore:  Carlos Queiroz
| N. | Pos. | Giocatore              | Data nascita (età)          | Pres. | Reti | Squadra                |
| -- | ---- | ---------------------- | --------------------------- | ----- | ---- | ---------------------- |
| 1  | P    | Alireza Beiranvand     | 21 settembre 1992 (26 anni) | 28    | 0    | Persepolis             |
| 2  | D    | Vouria Ghafouri        | 20 settembre 1987 (31 anni) | 25    | 0    | Esteghlal              |
| 3  | D    | Ehsan Hajsafi          | 25 febbraio 1990 (28 anni)  | 101   | 7    | Tractor Sazi           |
| 4  | D    | Rouzbeh Cheshmi        | 24 luglio 1993 (25 anni)    | 15    | 1    | Esteghlal              |
| 5  | D    | Milad Mohammadi        | 29 settembre 1993 (25 anni) | 27    | 0    | Akhmat Grozny          |
| 6  | C    | Ahmad Nourollahi       | 1º febbraio 1993 (25 anni)  | 4     | 0    | Persepolis             |
| 7  | C    | Masoud Shojaei         | 9 giugno 1984 (34 anni)     | 84    | 8    | Tractor Sazi (c)       |
| 8  | D    | Morteza Pouraliganji   | 19 aprile 1992 (26 anni)    | 33    | 2    | Eupen                  |
| 9  | C    | Omid Ebrahimi          | 16 settembre 1987 (31 anni) | 40    | 0    | Al-Ahli                |
| 10 | A    | Karim Ansarifard       | 3 aprile 1990 (28 anni)     | 72    | 21   | Nottingham Forest      |
| 11 | C    | Vahid Amiri            | 2 aprile 1988 (30 anni)     | 44    | 1    | Trabzonspor            |
| 12 | P    | Amir Abedzadeh         | 26 aprile 1993 (25 anni)    | 5     | 1    | Marítimo               |
| 13 | D    | Hossein Kanaanizadegan | 23 marzo 1994 (24 anni)     | 8     | 0    | Machine Sazi           |
| 14 | C    | Saman Ghoddos          | 6 settembre 1993 (25 anni)  | 16    | 4    | Amiens                 |
| 15 | D    | Pejman Montazeri       | 6 settembre 1983 (35 anni)  | 50    | 2    | Esteghlal              |
| 16 | C    | Mehdi Torabi           | 10 settembre 1994 (24 anni) | 24    | 9    | Persepolis             |
| 17 | C    | Mehdi Taremi           | 18 luglio 1992 (26 anni)    | 35    | 13   | Al-Gharafa             |
| 18 | C    | Alireza Jahanbakhsh    | 11 agosto 1993 (25 anni)    | 45    | 5    | Brighton & Hove Albion |
| 19 | D    | Majid Hosseini         | 20 giugno 1996 (22 anni)    | 10    | 0    | Trabzonspor            |
| 20 | A    | Sardar Azmoun          | 1º gennaio 1995 (24 anni)   | 41    | 24   | Rubin Kazan            |
| 21 | C    | Ashkan Dejagah         | 5 luglio 1986 (32 anni)     | 52    | 10   | Tractor Sazi           |
| 22 | P    | Payam Niazmand         | 6 aprile 1995 (23 anni)     | 0     | 0    | Sepahan                |
| 23 | D    | Ramin Rezaian          | 21 marzo 1990 (28 anni)     | 36    | 2    | Al-Shahaniya           |

### Iraq
Allenatore:  Srečko Katanec
| N. | Pos. | Giocatore         | Data nascita (età)         | Pres. | Reti | Squadra               |
| -- | ---- | ----------------- | -------------------------- | ----- | ---- | --------------------- |
| 1  | P    | Jalal Hasan       | 18 maggio 1991 (27 anni)   | 40    | 0    | Al-Zawra'a            |
| 2  | D    | Ahmad Ibrahim     | 25 febbraio 1992 (26 anni) | 80    | 3    | Al-Arabi              |
| 3  | D    | Frans Dhia Putros | 14 luglio 1993 (25 anni)   | 3     | 0    | Hobro IK              |
| 4  | D    | Saad Natiq        | 19 marzo 1994 (24 anni)    | 12    | 0    | Al-Quwa Al-Jawiya     |
| 5  | D    | Ali Fayez         | 9 settembre 1994 (24 anni) | 22    | 3    | Al-Kharaitiyat        |
| 6  | D    | Ali Adnan         | 19 dicembre 1993 (25 anni) | 62    | 3    | Atalanta              |
| 7  | C    | Safaa Hadi        | 14 ottobre 1998 (20 anni)  | 6     | 0    | Al-Zawra'a            |
| 8  | C    | Osama Rashid      | 17 gennaio 1992 (26 anni)  | 21    | 0    | Santa Clara           |
| 9  | C    | Ahmed Yasin       | 22 aprile 1991 (27 anni)   | 59    | 6    | Al-Khor               |
| 10 | A    | Mohanad Ali       | 20 giugno 2000 (18 anni)   | 11    | 6    | Al-Shorta             |
| 11 | C    | Humam Tariq       | 10 febbraio 1996 (22 anni) | 50    | 2    | Esteghlal             |
| 12 | P    | Mohammed Kassid   | 10 dicembre 1986 (32 anni) | 69    | 0    | Al-Quwa Al-Jawiya (c) |
| 13 | C    | Bashar Resan      | 22 dicembre 1996 (22 anni) | 20    | 0    | Persepolis            |
| 14 | C    | Amjad Attwan      | 12 marzo 1997 (21 anni)    | 29    | 0    | Al-Shorta             |
| 15 | C    | Ali Hisni         | 23 maggio 1994 (24 anni)   | 25    | 3    | Al-Quwa Al-Jawiya     |
| 16 | C    | Hussein Ali       | 29 novembre 1996 (22 anni) | 19    | 1    | Qatar SC              |
| 17 | D    | Alaa Ali Mhawi    | 3 giugno 1996 (22 anni)    | 21    | 0    | Al-Shorta             |
| 18 | A    | Ayman Hussein     | 22 marzo 1996 (22 anni)    | 23    | 1    | CS Sfaxien            |
| 19 | A    | Mohammed Dawood   | 22 novembre 2000 (18 anni) | 2     | 0    | Al-Naft               |
| 20 | P    | Mohammed Hameed   | 24 gennaio 1993 (25 anni)  | 24    | 0    | Al-Shorta             |
| 21 | A    | Alaa Abbas        | 27 luglio 1997 (21 anni)   | 1     | 0    | Al-Zawra'a            |
| 22 | D    | Rebin Sulaka      | 12 aprile 1992 (26 anni)   | 16    | 0    | Al-Khor               |
| 23 | D    | Waleed Salem      | 5 gennaio 1992 (27 anni)   | 48    | 1    | Al-Shorta             |

### Vietnam
Allenatore:  Park Hang-seo
| N. | Pos. | Giocatore             | Data nascita (età)          | Pres. | Reti | Squadra              |
| -- | ---- | --------------------- | --------------------------- | ----- | ---- | -------------------- |
| 1  | P    | Bùi Tiến Dũng         | 28 febbraio 1997 (21 anni)  | 0     | 0    | FLC Thanh Hóa        |
| 2  | D    | Đỗ Duy Mạnh           | 29 settembre 1996 (22 anni) | 15    | 0    | Hà Nội               |
| 3  | D    | Quế Ngọc Hải          | 15 maggio 1993 (25 anni)    | 35    | 1    | Sông Lam Nghệ An (c) |
| 4  | D    | Bùi Tiến Dũng         | 2 ottobre 1995 (23 anni)    | 11    | 0    | Viettel              |
| 5  | D    | Đoàn Văn Hậu          | 19 aprile 1999 (19 anni)    | 10    | 0    | Hà Nội               |
| 6  | C    | Lương Xuân Trường     | 28 aprile 1995 (23 anni)    | 23    | 1    | Hoàng Anh Gia Lai    |
| 7  | C    | Nguyễn Huy Hùng       | 2 marzo 1992 (26 anni)      | 19    | 2    | Quảng Nam            |
| 8  | C    | Nguyễn Trọng Hoàng    | 14 aprile 1989 (29 anni)    | 57    | 12   | FLC Thanh Hóa        |
| 9  | A    | Nguyễn Văn Toàn       | 12 aprile 1996 (22 anni)    | 18    | 4    | Hoàng Anh Gia Lai    |
| 10 | A    | Nguyễn Công Phượng    | 21 gennaio 1995 (23 anni)   | 25    | 6    | Hoàng Anh Gia Lai    |
| 11 | C    | Ngân Văn Đại          | 9 febbraio 1992 (26 anni)   | 0     | 0    | Hà Nội               |
| 12 | C    | Nguyễn Phong Hồng Duy | 13 giugno 1996 (22 anni)    | 3     | 0    | Hoàng Anh Gia Lai    |
| 13 | P    | Nguyễn Tuấn Mạnh      | 31 luglio 1990 (28 anni)    | 11    | 0    | Sanna Khánh Hòa BVN  |
| 14 | C    | Trần Minh Vương       | 28 marzo 1995 (23 anni)     | 0     | 0    | Hoàng Anh Gia Lai    |
| 15 | C    | Phạm Đức Huy          | 20 gennaio 1995 (23 anni)   | 5     | 1    | Hà Nội               |
| 16 | C    | Đỗ Hùng Dũng          | 8 settembre 1993 (25 anni)  | 7     | 0    | Hà Nội               |
| 17 | D    | Hồ Tấn Tài            | 6 novembre 1997 (21 anni)   | 0     | 0    | Becamex Bình Dương   |
| 18 | A    | Hà Đức Chinh          | 22 settembre 1997 (21 anni) | 3     | 0    | SHB Đà Nẵng          |
| 19 | A    | Nguyễn Quang Hải      | 12 aprile 1997 (21 anni)    | 12    | 4    | Hà Nội               |
| 20 | A    | Phan Văn Đức          | 11 aprile 1996 (22 anni)    | 9     | 2    | Sông Lam Nghệ An     |
| 21 | D    | Nguyễn Thành Chung    | 8 settembre 1997 (21 anni)  | 0     | 0    | Hà Nội               |
| 22 | A    | Nguyễn Tiến Linh      | 20 ottobre 1997 (21 anni)   | 4     | 2    | Becamex Bình Dương   |
| 23 | P    | Đặng Văn Lâm          | 13 agosto 1993 (25 anni)    | 11    | 0    | Hải Phòng            |

### Yemen
Allenatore:  Ján Kocian
| N. | Pos. | Giocatore            | Data nascita (età)         | Pres. | Reti | Squadra        |
| -- | ---- | -------------------- | -------------------------- | ----- | ---- | -------------- |
| 1  | P    | Mohammed Ayash       | 6 marzo 1986 (32 anni)     | 60    | 0    | Erbil          |
| 2  | D    | Rami Al-Wasmani      | 1º febbraio 1997 (21 anni) | 0     | 0    | Al-Ahli Sana'a |
| 3  | D    | Mohammed Fuad Omar   | 13 marzo 1989 (29 anni)    | 30    | 4    | Muaither (c)   |
| 4  | D    | Mudir Al-Radaei      | 1º gennaio 1993 (26 anni)  | 27    | 1    | Al-Arabi       |
| 5  | D    | Abdulaziz Al-Gumaei  | 8 gennaio 1990 (28 anni)   | 20    | 0    | Al-Mesaimeer   |
| 6  | C    | Ahmed Abdulrab       | 27 aprile 1994 (24 anni)   | 10    | 0    | Al-Wehda Aden  |
| 7  | A    | Ahmed Al-Sarori      | 9 agosto 1998 (20 anni)    | 9     | 3    | Al-Markhiya    |
| 8  | C    | Wahid Al Khyat       | 1º gennaio 1986 (33 anni)  | 23    | 0    | Al-Ahli Sana'a |
| 9  | C    | Ala Al-Sasi          | 2 luglio 1987 (31 anni)    | 87    | 14   | Al-Sailiya (c) |
| 10 | A    | Ahmed Dhabaan        | 9 luglio 1994 (24 anni)    | 10    | 0    | Dibba Club     |
| 11 | A    | Abdulwasea Al-Matari | 4 luglio 1994 (24 anni)    | 26    | 7    | Dibba Al-Hisn  |
| 12 | C    | Ahmed Al-Haifi       | 1º gennaio 1994 (25 anni)  | 31    | 0    | Al-Kharaitiyat |
| 13 | D    | Ala Addin Mahdi      | 1º gennaio 1996 (23 anni)  | 16    | 0    | Al-Rustaq      |
| 14 | A    | Ali Hafeedh          | 21 febbraio 1997 (21 anni) | 2     | 0    | Al-Wehda Aden  |
| 15 | D    | Ammar Hamsan         | 5 novembre 1994 (24 anni)  | 20    | 0    | Qatar SC       |
| 16 | A    | Salem Al-Omzae       | 1º gennaio 1992 (27 anni)  | 4     | 0    | Al-Tilal       |
| 17 | C    | Hussein Al-Ghazi     | 7 maggio 1990 (28 anni)    | 35    | 0    | Al-Wakrah      |
| 18 | A    | Ahmed Alos           | 3 aprile 1994 (24 anni)    | 20    | 0    | Al-Wehda Aden  |
| 19 | D    | Mohammed Boqshan     | 10 marzo 1994 (24 anni)    | 25    | 3    | Al-Khor        |
| 20 | A    | Emad Mansoor         | 15 aprile 1992 (26 anni)   | 10    | 1    | Bidiyah Club   |
| 21 | A    | Mohammed Ba Rowis    | 4 dicembre 1988 (30 anni)  | 21    | 1    | Al-Wehda Aden  |
| 22 | P    | Salem Al-Harsh       | 7 ottobre 1998 (20 anni)   | 2     | 0    | Al-Wehda Aden  |
| 23 | P    | Saoud Al-Sowadi      | 10 aprile 1988 (30 anni)   | 43    | 0    | Al-Saqr        |

## Gruppo E

### Arabia Saudita
Allenatore:  Juan Antonio Pizzi
| N. | Pos. | Giocatore            | Data nascita (età)          | Pres. | Reti | Squadra      |
| -- | ---- | -------------------- | --------------------------- | ----- | ---- | ------------ |
| 1  | P    | Waleed Abdullah      | 19 aprile 1986 (32 anni)    | 72    | 0    | Al-Nassr     |
| 2  | D    | Mohammed Al-Breik    | 15 settembre 1992 (26 anni) | 15    | 0    | Al-Hilal     |
| 3  | D    | Abdulelah Al-Amri    | 15 gennaio 1997 (21 anni)   | 0     | 0    | Al-Wahda     |
| 4  | D    | Ali Al-Bulaihi       | 21 novembre 1989 (29 anni)  | 10    | 0    | Al-Hilal     |
| 5  | D    | Omar Hawsawi         | 27 settembre 1985 (33 anni) | 51    | 3    | Al-Nassr (c) |
| 6  | C    | Ayman Al-Khulaif     | 22 maggio 1997 (21 anni)    | 1     | 0    | Al-Ahli      |
| 7  | C    | Salman Al-Faraj      | 1º agosto 1989 (29 anni)    | 50    | 4    | Al-Hilal     |
| 8  | C    | Yahya Al-Shehri      | 26 giugno 1990 (28 anni)    | 63    | 8    | Al-Nassr     |
| 9  | A    | Mohammed Al-Saiari   | 2 maggio 1993 (25 anni)     | 0     | 0    | Al-Hazem     |
| 10 | C    | Salem Al-Dawsari     | 19 agosto 1991 (27 anni)    | 37    | 6    | Al-Hilal     |
| 11 | C    | Hattan Bahebri       | 16 luglio 1992 (26 anni)    | 13    | 0    | Al-Shabab    |
| 12 | D    | Hamdan Al-Shamrani   | 14 dicembre 1996 (22 anni)  | 0     | 0    | Al-Faisaly   |
| 13 | D    | Yasser Al-Shahrani   | 25 maggio 1992 (26 anni)    | 42    | 0    | Al-Hilal     |
| 14 | C    | Abdullah Otayf       | 3 agosto 1992 (26 anni)     | 25    | 1    | Al-Hilal     |
| 15 | C    | Ibrahim Ghaleb       | 28 settembre 1990 (28 anni) | 21    | 0    | Al-Nassr     |
| 16 | C    | Housain Al-Mogahwi   | 24 marzo 1988 (30 anni)     | 23    | 1    | Al-Ahli      |
| 17 | C    | Abdullah Al-Khaibari | 16 agosto 1996 (22 anni)    | 7     | 0    | Al-Shabab    |
| 18 | C    | Abdulrahman Ghareeb  | 31 marzo 1997 (21 anni)     | 4     | 1    | Al-Ahli      |
| 19 | A    | Fahad Al-Muwallad    | 14 settembre 1994 (24 anni) | 51    | 11   | Al-Ittihad   |
| 20 | C    | Abdulaziz Al-Bishi   | 11 marzo 1994 (24 anni)     | 4     | 1    | Al-Faisaly   |
| 21 | P    | Mohammed Al-Owais    | 10 ottobre 1991 (27 anni)   | 13    | 0    | Al-Ahli      |
| 22 | P    | Mohammed Al-Yami     | 14 agosto 1997 (21 anni)    | 0     | 0    | Al-Batin     |
| 23 | D    | Mohammed Al-Fatil    | 4 gennaio 1992 (27 anni)    | 9     | 0    | Al-Ahli      |

### Qatar
Allenatore:  Félix Sánchez
| N. | Pos. | Giocatore            | Data nascita (età)          | Pres. | Reti | Squadra          |
| -- | ---- | -------------------- | --------------------------- | ----- | ---- | ---------------- |
| 1  | P    | Saad Al Sheeb        | 19 febbraio 1990 (28 anni)  | 41    | 0    | Al-Sadd          |
| 2  | D    | Ró-Ró                | 6 agosto 1990 (28 anni)     | 34    | 1    | Al-Sadd          |
| 3  | D    | Abdelkarim Hassan    | 28 agosto 1993 (25 anni)    | 71    | 9    | Al-Sadd          |
| 4  | D    | Tarek Salman         | 5 dicembre 1997 (21 anni)   | 7     | 0    | Al-Sadd          |
| 5  | C    | Ahmed Fatehi         | 25 gennaio 1993 (25 anni)   | 6     | 0    | Al-Arabi         |
| 6  | C    | Abdulaziz Hatem      | 28 ottobre 1990 (28 anni)   | 44    | 1    | Al-Gharafa       |
| 7  | A    | Ahmed Alaaeldin      | 31 gennaio 1993 (25 anni)   | 15    | 1    | Al-Gharafa       |
| 8  | D    | Hamid Ismail         | 16 giugno 1986 (32 anni)    | 56    | 0    | Al-Sadd          |
| 9  | C    | Khaled Mohammed      | 7 giugno 2000 (18 anni)     | 0     | 0    | Cultural Leonesa |
| 10 | A    | Hassan Al Haidos     | 11 dicembre 1990 (28 anni)  | 105   | 23   | Al-Sadd (c)      |
| 11 | A    | Akram Afif           | 18 novembre 1996 (22 anni)  | 35    | 11   | Al-Sadd          |
| 12 | C    | Karim Boudiaf        | 16 settembre 1990 (28 anni) | 56    | 4    | Al-Duhail        |
| 13 | D    | Tameem Al-Muhaza     | 21 luglio 1996 (22 anni)    | 0     | 0    | Al-Gharafa       |
| 14 | C    | Salem Al-Hajri       | 10 aprile 1996 (22 anni)    | 4     | 0    | Al-Sadd          |
| 15 | D    | Bassam Al-Rawi       | 16 dicembre 1997 (21 anni)  | 11    | 0    | Al-Duhail        |
| 16 | C    | Boualem Khoukhi      | 9 luglio 1990 (28 anni)     | 49    | 12   | Al-Sadd          |
| 17 | C    | Abdelrahman Moustafa | 5 aprile 1997 (21 anni)     | 1     | 0    | Al-Ahli          |
| 18 | D    | Abdulkarim Al-Ali    | 25 marzo 1991 (27 anni)     | 16    | 1    | Al-Sailiya       |
| 19 | A    | Almoez Ali           | 19 agosto 1996 (22 anni)    | 29    | 9    | Al-Duhail        |
| 20 | C    | Ali Afif             | 20 gennaio 1988 (30 anni)   | 52    | 9    | Al-Duhail        |
| 21 | P    | Yousef Hassan        | 24 maggio 1996 (22 anni)    | 5     | 0    | Al-Gharafa       |
| 22 | P    | Mohammed Al-Bakri    | 28 marzo 1997 (21 anni)     | 2     | 0    | Al-Khor          |
| 23 | D    | Assim Madibo         | 22 ottobre 1996 (22 anni)   | 14    | 0    | Al-Duhail        |

### Libano
Allenatore:  Miodrag Radulović
| N. | Pos. | Giocatore                 | Data nascita (età)          | Pres. | Reti | Squadra        |
| -- | ---- | ------------------------- | --------------------------- | ----- | ---- | -------------- |
| 1  | P    | Mehdi Khalil              | 19 settembre 1991 (27 anni) | 30    | 0    | Ahed           |
| 2  | D    | Kassem El Zein            | 2 dicembre 1990 (28 anni)   | 11    | 0    | Nejmeh         |
| 3  | D    | Moataz Al Junaidi         | 20 gennaio 1986 (32 anni)   | 42    | 0    | Ansar          |
| 4  | D    | Nour Mansour              | 22 ottobre 1989 (29 anni)   | 43    | 2    | Ahed           |
| 5  | C    | Samir Ayass               | 24 dicembre 1990 (28 anni)  | 9     | 1    | Ahed           |
| 6  | D    | Joan Oumari               | 19 agosto 1988 (30 anni)    | 19    | 2    | Al-Nasr        |
| 7  | A    | Hassan Maatouk            | 10 agosto 1987 (31 anni)    | 72    | 19   | Nejmeh (c)     |
| 8  | A    | Hassan "Moni" Chaito      | 20 marzo 1989 (29 anni)     | 49    | 5    | Ansar          |
| 9  | A    | Hilal El-Helwe            | 24 novembre 1994 (24 anni)  | 17    | 3    | Apollon Smirne |
| 10 | C    | Mohamad Haidar            | 8 novembre 1989 (29 anni)   | 54    | 4    | Ahed           |
| 11 | D    | Robert Alexander Melki    | 14 novembre 1992 (26 anni)  | 1     | 0    | AFC Eskilstuna |
| 12 | C    | Adnan Haidar              | 3 agosto 1989 (29 anni)     | 30    | 1    | Ansar          |
| 13 | C    | George Felix Melki        | 23 luglio 1994 (24 anni)    | 1     | 0    | AFC Eskilstuna |
| 14 | C    | Nader Matar               | 12 maggio 1992 (26 anni)    | 25    | 0    | Nejmeh         |
| 15 | C    | Haitham Faour             | 27 febbraio 1990 (28 anni)  | 56    | 0    | Ahed           |
| 16 | C    | Hassan "Shibriko" Chaitou | 16 giugno 1991 (27 anni)    | 1     | 0    | Ansar          |
| 17 | D    | Mohamed Zein Tahan        | 20 aprile 1988 (30 anni)    | 29    | 1    | Safa'          |
| 18 | D    | Walid Ismail              | 10 novembre 1984 (34 anni)  | 63    | 1    | Salam Zgharta  |
| 19 | D    | Ali Hamam                 | 25 agosto 1986 (32 anni)    | 50    | 3    | Nejmeh         |
| 20 | A    | Rabih Ataya               | 16 luglio 1989 (29 anni)    | 24    | 4    | Ahed           |
| 21 | P    | Ahmad Taktouk             | 29 settembre 1984 (34 anni) | 2     | 0    | Safa'          |
| 22 | A    | Bassel Jradi              | 6 luglio 1993 (25 anni)     | 4     | 1    | Hajduk Spalato |
| 23 | P    | Mostafa Matar             | 10 settembre 1995 (23 anni) | 0     | 0    | Salam Zgharta  |

### Corea del Nord
Allenatore: Kim Yong-Jun
| N. | Pos. | Giocatore           | Data nascita (età)          | Pres. | Reti | Squadra            |
| -- | ---- | ------------------- | --------------------------- | ----- | ---- | ------------------ |
| 1  | P    | Ri Myong-Guk        | 9 settembre 1986 (32 anni)  | 102   | 0    | Pyongyang City (c) |
| 2  | D    | Kim Chol-Bom        | 16 luglio 1994 (24 anni)    | 8     | 0    | April 25           |
| 3  | D    | Jang Kuk-Chol       | 16 febbraio 1994 (24 anni)  | 39    | 5    | Hwaebul            |
| 4  | D    | Kim Song-Gi         | 23 ottobre 1988 (30 anni)   | 6     | 0    | Fujieda MYFC       |
| 5  | D    | An Song-il          | 30 novembre 1992 (26 anni)  | 5     | 0    | April 25           |
| 6  | D    | Ri Thong-Il         | 20 novembre 1992 (26 anni)  | 1     | 0    | Kigwancha          |
| 7  | A    | Han Kwang-Song      | 11 settembre 1998 (20 anni) | 2     | 0    | Perugia            |
| 8  | A    | Ri Hyok-Chol (1985) | 27 gennaio 1991 (27 anni)   | 19    | 8    | Rimyongsu          |
| 9  | C    | Kim Yong-Il         | 6 luglio 1994 (24 anni)     | 10    | 1    | Kigwancha          |
| 10 | A    | Pak Kwang-Ryong     | 27 settembre 1992 (26 anni) | 34    | 13   | St. Pölten         |
| 11 | A    | Jong Il-Gwan        | 30 ottobre 1992 (26 anni)   | 62    | 21   | Unattached         |
| 12 | C    | Kim Kyong-Hun       | 11 agosto 1990 (28 anni)    | 2     | 0    | Kyonggongop        |
| 13 | D    | Sim Hyon-Jin        | 1º gennaio 1991 (28 anni)   | 30    | 5    | April 25           |
| 14 | C    | Kang Kuk-Chol       | 29 settembre 1999 (19 anni) | 8     | 0    | Rimyongsu          |
| 15 | C    | Ri Un-Chol          | 13 luglio 1995 (23 anni)    | 12    | 0    | Sonbong            |
| 16 | C    | Ri Yong-Jik         | 8 febbraio 1991 (27 anni)   | 14    | 3    | Tokyo Verdy        |
| 17 | D    | Ri Chang-Ho         | 4 gennaio 1990 (29 anni)    | 5     | 0    | Hwaebul            |
| 18 | P    | Sin Hyok            | 3 luglio 1992 (26 anni)     | 1     | 0    | Kigwancha          |
| 19 | A    | Rim Kwang-Hyok      | 5 agosto 1992 (26 anni)     | 6     | 3    | Kigwancha          |
| 20 | C    | Choe Song-Hyok      | 8 febbraio 1998 (20 anni)   | 1     | 0    | Arezzo             |
| 21 | P    | Kang Ju-Hyok        | 31 maggio 1997 (21 anni)    | 0     | 0    | Hwaebul            |
| 22 | C    | Ri Kum-Chol         | 9 dicembre 1991 (27 anni)   | 6     | 0    | Wolmido            |
| 23 | D    | Ri Il-Jin           | 20 agosto 1993 (25 anni)    | 5     | 0    | Sobaeksu           |

## Gruppo F

### Giappone
Allenatore: Hajime Moriyasu
| N. | Pos. | Giocatore            | Data nascita (età)          | Pres. | Reti | Squadra             |
| -- | ---- | -------------------- | --------------------------- | ----- | ---- | ------------------- |
| 1  | P    | Masaaki Higashiguchi | 12 maggio 1986 (32 anni)    | 7     | 0    | Gamba Osaka         |
| 2  | D    | Genta Miura          | 1º marzo 1995 (23 anni)     | 5     | 0    | Gamba Osaka         |
| 3  | D    | Sei Muroya           | 5 aprile 1994 (24 anni)     | 4     | 0    | FC Tokyo            |
| 4  | D    | Shō Sasaki           | 2 ottobre 1989 (29 anni)    | 3     | 0    | Sanfrecce Hiroshima |
| 5  | D    | Yūto Nagatomo        | 12 settembre 1986 (32 anni) | 110   | 3    | Galatasaray         |
| 6  | C    | Wataru Endō          | 9 febbraio 1993 (25 anni)   | 15    | 0    | Sint-Truiden        |
| 7  | C    | Gaku Shibasaki       | 28 maggio 1992 (26 anni)    | 26    | 3    | Getafe              |
| 8  | C    | Genki Haraguchi      | 9 maggio 1991 (27 anni)     | 40    | 8    | Hannover 96         |
| 9  | C    | Takumi Minamino      | 16 gennaio 1995 (23 anni)   | 7     | 4    | Red Bull Salzburg   |
| 10 | C    | Takashi Inui         | 2 giugno 1988 (30 anni)     | 31    | 6    | Real Betis          |
| 11 | A    | Kōya Kitagawa        | 26 luglio 1996 (22 anni)    | 3     | 0    | Shimizu S-Pulse     |
| 12 | P    | Shūichi Gonda        | 3 marzo 1989 (29 anni)      | 5     | 0    | Sagan Tosu          |
| 13 | A    | Yoshinori Mutō       | 15 luglio 1992 (26 anni)    | 25    | 2    | Newcastle United    |
| 14 | C    | Junya Itō            | 9 marzo 1993 (25 anni)      | 7     | 2    | Kashiwa Reysol      |
| 15 | A    | Yūya Ōsako           | 18 maggio 1990 (28 anni)    | 37    | 10   | Werder Bremen       |
| 16 | D    | Takehiro Tomiyasu    | 5 novembre 1998 (20 anni)   | 2     | 0    | Sint-Truiden        |
| 17 | C    | Toshihiro Aoyama     | 22 febbraio 1986 (32 anni)  | 11    | 1    | Sanfrecce Hiroshima |
| 18 | D    | Tsukasa Shiotani     | 5 dicembre 1988 (30 anni)   | 2     | 0    | Al-Ain              |
| 19 | D    | Hiroki Sakai         | 12 aprile 1990 (28 anni)    | 49    | 1    | Marseille           |
| 20 | D    | Tomoaki Makino       | 11 maggio 1987 (31 anni)    | 36    | 4    | Urawa Red Diamonds  |
| 21 | C    | Ritsu Dōan           | 16 giugno 1998 (20 anni)    | 5     | 1    | Groningen           |
| 22 | D    | Maya Yoshida         | 24 agosto 1988 (30 anni)    | 89    | 10   | Southampton (c)     |
| 23 | P    | Daniel Schmidt       | 3 febbraio 1992 (26 anni)   | 1     | 0    | Vegalta Sendai      |

### Uzbekistan
Allenatore:  Héctor Cúper
| N. | Pos. | Giocatore             | Data nascita (età)          | Pres. | Reti | Squadra            |
| -- | ---- | --------------------- | --------------------------- | ----- | ---- | ------------------ |
| 1  | P    | Ignatiy Nesterov      | 20 giugno 1983 (35 anni)    | 99    | 0    | Lokomotiv Tashkent |
| 2  | D    | Akmal Shorakhmedov    | 10 maggio 1986 (32 anni)    | 32    | 0    | Pakhtakor Tashkent |
| 3  | D    | Dostonbek Tursunov    | 13 giugno 1995 (23 anni)    | 3     | 0    | Renofa Yamaguchi   |
| 4  | D    | Farrukh Sayfiev       | 17 gennaio 1991 (27 anni)   | 15    | 0    | Pakhtakor Tashkent |
| 5  | D    | Anzur Ismailov        | 21 aprile 1985 (33 anni)    | 93    | 2    | Lokomotiv Tashkent |
| 6  | D    | Davron Khashimov      | 24 novembre 1992 (26 anni)  | 19    | 0    | Navbahor Namangan  |
| 7  | A    | Sardor Rashidov       | 14 giugno 1991 (27 anni)    | 45    | 12   | Lokomotiv Tashkent |
| 8  | C    | Ikromjon Alibaev      | 9 gennaio 1994 (24 anni)    | 9     | 0    | FC Seoul           |
| 9  | C    | Odil Ahmedov          | 25 novembre 1987 (31 anni)  | 91    | 17   | Shanghai SIPG (c)  |
| 10 | A    | Marat Bikmaev         | 1º gennaio 1986 (33 anni)   | 51    | 9    | Lokomotiv Tashkent |
| 11 | A    | Jaloliddin Masharipov | 1º settembre 1993 (25 anni) | 14    | 1    | Pakhtakor Tashkent |
| 12 | P    | Sanjar Kuvvatov       | 8 gennaio 1990 (28 anni)    | 0     | 0    | Nasaf              |
| 13 | D    | Oleg Zoteev           | 5 luglio 1989 (29 anni)     | 17    | 1    | Lokomotiv Tashkent |
| 14 | A    | Eldor Shomurodov      | 29 giugno 1995 (23 anni)    | 28    | 6    | FC Rostov          |
| 15 | D    | Egor Krimets          | 27 gennaio 1992 (26 anni)   | 34    | 3    | Pakhtakor Tashkent |
| 16 | C    | Azizbek Turgunbaev    | 1º ottobre 1994 (24 anni)   | 4     | 0    | Navbahor Namangan  |
| 17 | C    | Dostonbek Khamdamov   | 24 luglio 1996 (22 anni)    | 7     | 0    | Anzhi Makhachkala  |
| 18 | C    | Fozil Musaev          | 2 gennaio 1989 (30 anni)    | 22    | 0    | Júbilo Iwata       |
| 19 | C    | Otabek Shukurov       | 22 giugno 1996 (22 anni)    | 21    | 2    | Al-Sharjah         |
| 20 | D    | Islom Tukhtakhodjaev  | 30 ottobre 1989 (29 anni)   | 60    | 1    | Lokomotiv Tashkent |
| 21 | P    | Utkir Yusupov         | 4 gennaio 1991 (28 anni)    | 1     | 0    | Kokand 1912        |
| 22 | C    | Javokhir Sidikov      | 8 dicembre 1996 (22 anni)   | 7     | 0    | Kokand 1912        |
| 23 | C    | Odiljon Hamrobekov    | 13 febbraio 1996 (22 anni)  | 9     | 0    | Nasaf              |

### Oman
Allenatore:  Pim Verbeek
| N. | Pos. | Giocatore            | Data nascita (età)         | Pres. | Reti | Squadra          |
| -- | ---- | -------------------- | -------------------------- | ----- | ---- | ---------------- |
| 1  | P    | Ammar Al-Rushaidi    | 14 febbraio 1998 (20 anni) | 1     | 0    | Al-Suwaiq        |
| 2  | D    | Mohammed Al-Musalami | 27 aprile 1990 (28 anni)   | 79    | 2    | Dhofar           |
| 3  | D    | Mohammed Faraj       | 26 aprile 1993 (25 anni)   | 13    | 0    | Al-Wakrah        |
| 4  | A    | Mohamed Khasib       | 24 marzo 1994 (24 anni)    | 1     | 0    | Al-Nahda         |
| 5  | D    | Mohammed Al-Shiba    | 27 agosto 1989 (29 anni)   | 63    | 1    | Al-Nahda         |
| 6  | A    | Raed Ibrahim Saleh   | 9 giugno 1992 (26 anni)    | 83    | 5    | Valletta FC      |
| 7  | A    | Khalid Al-Hajri      | 10 marzo 1994 (24 anni)    | 19    | 11   | Al-Nasr          |
| 8  | C    | Yaseen Al-Sheyadi    | 5 febbraio 1994 (24 anni)  | 20    | 0    | Al-Suwaiq        |
| 9  | A    | Mohammed Al-Ghassani | 1º aprile 1985 (33 anni)   | 19    | 3    | Saham Club       |
| 10 | C    | Mohsin Al-Khaldi     | 16 agosto 1988 (30 anni)   | 43    | 6    | Sohar SC         |
| 11 | D    | Sa'ad Suhail         | 6 settembre 1987 (31 anni) | 103   | 1    | Al-Nassr         |
| 12 | C    | Ahmed Kano           | 23 febbraio 1985 (33 anni) | 162   | 20   | Al-Mesaimeer (c) |
| 13 | D    | Khalid Al-Braiki     | 3 luglio 1993 (25 anni)    | 6     | 0    | Al-Nasr          |
| 14 | C    | Ali Al-Jabri         | 29 gennaio 1990 (28 anni)  | 50    | 0    | Al-Nahda         |
| 15 | A    | Jameel Al-Yahmadi    | 27 luglio 1996 (22 anni)   | 24    | 2    | Al-Wakrah        |
| 16 | A    | Muhsen Al-Ghassani   | 27 marzo 1997 (21 anni)    | 10    | 0    | Al-Suwaiq        |
| 17 | D    | Ali Al-Busaidi       | 21 gennaio 1991 (27 anni)  | 52    | 1    | Dhofar           |
| 18 | P    | Faiz Al-Rushaidi     | 19 luglio 1988 (30 anni)   | 34    | 0    | Al-Ain           |
| 19 | D    | Mahmood Al-Mushaifri | 14 gennaio 1993 (25 anni)  | 19    | 0    | Al-Nasr          |
| 20 | C    | Salaah Al-Yahyaei    | 17 agosto 1998 (20 anni)   | 8     | 2    | Dhofar           |
| 21 | C    | Mataz Saleh          | 28 maggio 1996 (22 anni)   | 6     | 1    | Dhofar           |
| 22 | P    | Ahmed Al-Rawahi      | 5 maggio 1994 (24 anni)    | 2     | 0    | Al-Nasr          |
| 23 | C    | Harib Al-Saadi       | 1º febbraio 1990 (28 anni) | 25    | 0    | Dhofar           |

### Turkmenistan
Allenatore: Ýazguly Hojageldyýew
| N. | Pos. | Giocatore              | Data nascita (età)          | Pres. | Reti | Squadra          |
| -- | ---- | ---------------------- | --------------------------- | ----- | ---- | ---------------- |
| 1  | P    | Mammet Orazmuhammedow  | 20 dicembre 1986 (32 anni)  | 17    | 0    | Altyn Asyr       |
| 2  | D    | Zafar Babajanow        | 9 febbraio 1987 (31 anni)   | 6     | 0    | Altyn Asyr       |
| 3  | D    | Güýçmyrat Annagulyýew  | 10 giugno 1996 (22 anni)    | 0     | 0    | Ahal             |
| 4  | D    | Mekan Saparow          | 22 aprile 1994 (24 anni)    | 18    | 1    | Altyn Asyr       |
| 5  | D    | Wezirgeldi Ylýasow     | 18 gennaio 1992 (26 anni)   | 0     | 0    | Ahal             |
| 6  | D    | Gurbangeldi Batyrow    | 28 luglio 1988 (30 anni)    | 7     | 1    | Altyn Asyr       |
| 7  | C    | Arslanmyrat Amanow     | 28 marzo 1990 (28 anni)     | 35    | 8    | FK Buxoro        |
| 8  | C    | Ruslan Mingazow        | 23 novembre 1991 (27 anni)  | 20    | 4    | Slavia Praga     |
| 9  | A    | Wahyt Orazsähedow      | 26 gennaio 1992 (26 anni)   | 4     | 2    | Altyn Asyr       |
| 10 | A    | Süleýman Muhadow       | 24 dicembre 1993 (25 anni)  | 18    | 4    | Ahal             |
| 11 | A    | Myrat Ýagşyýew         | 12 gennaio 1992 (26 anni)   | 5     | 2    | Altyn Asyr       |
| 12 | D    | Serdar Annaorazow      | 29 giugno 1990 (28 anni)    | 29    | 0    | Altyn Asyr       |
| 13 | C    | Merdan Gurbanow        | 30 agosto 1991 (27 anni)    | 4     | 0    | Ahal             |
| 14 | C    | Ilýa Tamurkin          | 9 maggio 1989 (29 anni)     | 9     | 0    | Alga Bishkek     |
| 15 | A    | Mihail Titow           | 18 ottobre 1997 (21 anni)   | 0     | 0    | Altyn Asyr       |
| 16 | P    | Batyr Babaýew          | 21 agosto 1991 (27 anni)    | 0     | 0    | Ahal             |
| 17 | A    | Altymyrat Annadurdyýew | 13 aprile 1993 (25 anni)    | 11    | 3    | Altyn Asyr (c)   |
| 18 | C    | Serdar Geldiýew        | 1º ottobre 1987 (31 anni)   | 20    | 0    | Altyn Asyr       |
| 19 | C    | Ahmet Ataýew           | 19 settembre 1990 (28 anni) | 22    | 0    | Persela Lamongan |
| 20 | A    | Myrat Annaýew          | 6 maggio 1993 (25 anni)     | 4     | 0    | Ahal             |
| 21 | C    | Resul Hojaýew          | 7 gennaio 1997 (21 anni)    | 1     | 1    | Altyn Asyr       |
| 22 | P    | Nikita Gorbunow        | 14 febbraio 1984 (34 anni)  | 7     | 0    | Şagadam          |
| 23 | C    | Döwran Orazalyýew      | 14 ottobre 1993 (25 anni)   | 3     | 0    | Ahal             |

## Giocatori

### Per squadra di club
Sono elencati solo i club che hanno fornito 5 o più calciatori.
| Giocatori | Club |
| --------- | --- |
| 11        | Dordoi Bishkek, Altyn Asyr                                                                                                  |
| 10        | Al-Sadd |
| 9         | Al-Faisaly, Ceres–Negros |
| 7         | Al-Riffa, Ahed, Al-Hilal, Buriram United, Ahal, Hà Nội, Al-Ain                                                              |
| 6         | Guangzhou Evergrande, Dhofar, Al-Ahli, Bangkok United, Lokomotiv Tashkent                                                   |
| 5         | Beijing Guoan, Al-Shorta, Al-Wehdat, Hilal Al-Quds, Al-Duhail, Al-Gharafa, Al-Nassr, Hoàng Anh Gia Lai, Al-Jazira, Al-Wehda |

### Per nazionalità del club
| Giocatori | Club AFC                     |
| --------- | ---------------------------- |
| 46        | Qatar                        |
| 31        | Arabia Saudita               |
| 28        | Emirati Arabi Uniti          |
| 27        | Thailandia                   |
| 26        | Cina                         |
| 23        | India, Vietnam               |
| 22        | Oman                         |
| 21        | Bahrein, Giappone, Giordania |
| 19        | Lebanon, Turkmenistan        |
| 17        | Corea del Nord, Uzbekistan   |
| 16        | Kyrgyzstan                   |
| 15        | Iraq                         |
| 14        | Palestina                    |
| 13        | Iran, Filippine              |
| 10        | Corea del Sud                |
| 9         | Yemen                        |
| 6         | Siria                        |
| 3         | Australia, Kuwait            |
| 2         | Bangladesh                   |
| 1         | Indonesia, Malaysia          |

| Giocatori | Club non AFC                                                                                            |
| --------- | --- |
| 11        | Germania                                                                                                |
| 9         | Inghilterra                                                                                             |
| 5         | Russia                                                                                                  |
| 4         | Belgio, Danimarca, Paesi Bassi, Turchia                                                                 |
| 3         | Austria, Italia, Scotland, Spagna, Svezia                                                               |
| 2         | Cile, Cipro, Repubblica Ceca, Egitto, Francia, Malta, Portogallo                                        |
| 1         | Argentina, Croazia, Grecia, Marocco, Norvegia, Polonia, Romania, Serbia, Slovenia, Tunisia, Stati Uniti |

### Per federazione
| Giocatori | Federazione |
| --------- | ----------- |
| 466       | AFC         |
| 73        | UEFA        |
| 4         | CAF         |
| 3         | CONMEBOL    |
| 1         | CONCACAF    |

### Per rappresentanti dello stesso campionato della nazionale
| Nazionale           | Giocatori |
| ------------------- | --------- |
| Cina                | 23        |
| India               | 23        |
| Arabia Saudita      | 23        |
| Emirati Arabi Uniti | 23        |
| Vietnam             | 23        |
| Qatar               | 22        |
| Thailandia          | 22        |
| Bahrein             | 20        |
| Giordania           | 19        |
| Turkmenistan        | 19        |
| Libano              | 18        |
| Corea del Nord      | 17        |
| Oman                | 17        |
| Uzbekistan          | 16        |
| Kirghizistan        | 15        |
| Palestina           | 14        |
| Filippine           | 13        |
| Iraq                | 12        |
| Iran                | 11        |
| Giappone            | 10        |
| Corea del Sud       | 9         |
| Yemen               | 9         |
| Siria               | 6         |
| Australia           | 3         |